# 阿波羅利馬素足球會
阿波羅利馬素足球會（希臘語：ΑΠΟΛΛΩΝ ΛΕΜΕΣΟΥ，Apollon Limassol FC）是塞浦路斯的一家體育會。位於利馬索爾。下游足球、籃球和排球隊。參加塞浦路斯甲組足球聯賽的比賽。

## 外部連結
- Official Website （页面存档备份，存于）
- Apollon Ladies FC （页面存档备份，存于）
- Apollon Fans Website
- Apollon limassol hooligans Website （页面存档备份，存于）